# Konrad von Feistritz
Konrad von Feistritz (Wostrize) (urkundlich erstmals ca. 1147; † 3. August 1151),
mit dem Beinamen gallina (die Henne), war ein hochfreier Adeliger, Urenkel des Aribo II. und (vermutlich ältester) Sohn des Bernhard von Stübing. Am 31. Mai 1151 findet man ihn noch gemeinsam mit seinem Bruder Adalram in der Zeugenliste einer Seckau betreffenden Urkunde, am 3. August desselben Jahres wurden beide wegen angeblichen Hochverrats enthauptet. Der jüngste Bruder der Hingerichteten, Ulrich von Graz, trat in das Stift Seckau ein. Sein Besitz Graz wurde ca. 1156 von Markgraf Ottokar III. eingezogen.